# Myersina filifer
Myersina filifer är en fiskart som först beskrevs av Valenciennes, 1837.  Myersina filifer ingår i släktet Myersina och familjen smörbultsfiskar. Inga underarter finns listade i Catalogue of Life.